# Bibliotecas públicas en Gozón
A lo largo de los siglos XVIII y XIX se conocen los inventarios de algunas pequeñas bibliotecas privadas en Gozón, cuyo número de ejemplares no excede en el mejor de los casos de 200 volúmenes, con una temática eminentemente religiosa. Los libros, como el acceso a la enseñanza y la educación, estaban fuertemente determinados por la posición social y la capacidad económica. El Ayuntamiento de Gozón, apenas podía mantener una escuela de primeras letras con carácter público en la capital Luanco. En el resto del municipio los atrios de las iglesias intentaron suplir estas carencias, sin llegar a convencer de la utilidad de la formación para unas gentes sin medios económicos, y cuyas vidas estaban reguladas a golpes de cosechas y de costeras. Aunque la producción de libros se abarataba y se incrementaban las tiradas , continuaba siendo un artículo exclusivo, inútil para quienes no poseen aún la capacidad de leer, y no comprenden la instruccción como la única vía posible de promoción social. El inicio de actividades del Instituto Cristo del Socorro, y la función de mentalización de entidades como el Ateneo Obrero de Luanco, abrirán las vías para cambios sustanciales en la percepción de las personass y de las autoridades públicas. 
Históricamente se conoce la existencia de cinco instituciones activas entre 1874 y 1944, que constituyen los antecedentes de las primeras actividades de las Bibliotecas Públicas en sentido estricto. 

## Historia

### Biblioteca del Instituto Santísimo Cristo del Socorro (1874)
Este instituto fue fundado por Mariano Súárez Pola en 1869, aunque las obras de construcción del edificio no permitirán que comience a ser utilizado hasta 1874. La biblioteca del centro se nutre inicialmente con los fondos del propio fundador y con los diferentes donativos que se fueron incorporando con el paso de los años (como el del Cronista Oficial de Gozón, Manuel González-Llanos en 1901). No se puede hablar formalmente de la existencia de la biblioteca hasta la aprobación de los Estatutos y Reglamentos en 1901. En ellos se regula su existencia, composición y cometido, creando también la figura del bibliotecario. No obstante, estaba pensada para dar soporte a las enseñanzas que se impartían en el centro y "las necesidades de la cultura popular de la localidad", no existiendo el préstamo de libros.

### Biblioteca de Ateneo Obrero (1894)
En 1894 bajo la tutela de la Ley de Asociaciones de 1887, surgen diferentes sociedades instructivo-recreativas de orientaciones novedosas. Se intenta romper con las pervivencias gremiales y reminiscencias religiosas, convencidas de que la cultura era la única vía disponible para la redención y promoción de la clase obrera. En 1894 surge el Ateneo Obrero de Luanco, entre cuyos fines reglamentados estaba "formar una biblioteca adecuada a los fines de la sociedad". La biblioteca no llegará a tener un volumen importante de fondos, pero ofrecían temas alternativos a los que había en el Instituto Cristo del Socorro, más orientada al ocio y el entretenimiento, novelas realistas, y materiales susceptibles de colaborar en el desarrollo del individuo. Como novedad, el acceso a la lectura de prensa diaria, en muchos casos colectivas en voz alta. Existía el cargo de bibliotecario perfectamente reglado.

### Biblioteca Escolar Circulante (1927-1931)
Se documenta el funcionamiento de la llamada Biblioteca Escolar Circulante por iniciativa del profesor del centro, José María Palacios Álvarez. Se conocen las actividades organizadas para recaudar fondos para la adquisición de libros, el reglamento decálogo para el léctor, y se tiene constancia documental de 52 días en que estuvo funcionando el préstamo por primera vez en un establecimiento de este tipo en Gozón. Es sin duda la primera biblioteca con un sentido público en el municipio.

### Biblioteca de las Juventudes Católicas del Cristo del Socorro (1927)
En 1927 se funda la sociedad Juventudes Católicas del Santísimo Cristo del Socorro de Luanco. Los fines quedan claramente establecidos en su Reglamento, en cuyo artículo dos dice: "informar la vida intelectual y moral de los Jóvenes en los principios de la Religión Católica, y la moral, habituarlos a la profesión franca y sincera de su fe, educarlos prácticamente en el cumplimiento de sus deberes individuales, sociales y ciudadanos, capacitarlos para su futura actuación profesional y corporativa según los principios del Evangelio y las normas de la iglesia, y mantener en ellos vivo y eficaz el espíritu de amor, adhesión y obediencia a la Santa Sede y al Episcopado Español".
En cuanto al funcionamiento y fondos, poco se conoce debido a la escasa documentación. En enero de 1928, aprovechando un viaje a Oviedo para asistir a la Asamblea de Juventudes Católicas, se gestiona la adquisición de "una biblioteca para la juventud", y solicitan un donativo de libros al presidente de la Diputación. En septiembre de ese mismo año, quedan anotados los donativos que Manuel G. Mori hace de nueve libros y dos archivadores, así como la donación de 13 libros por el socio Raúl Gutiérrez.

### Biblioteca de la Juventud Masculina de Acción Católica (1942-1944)
El único rastro que permite conocer la actividad de esta biblioteca es una hoja fechada en 1942 en que se fija un reglamento de funcionamiento. Se hace referencia a un número indeterminado de volúmenes, recuerdan la observancia de unas mínimas normas de comportamiento y hace referencia la presencia de "bibliotecario de servicio".

### Biblioteca Pública Municipal Mariano Suárez-Pola (1944)

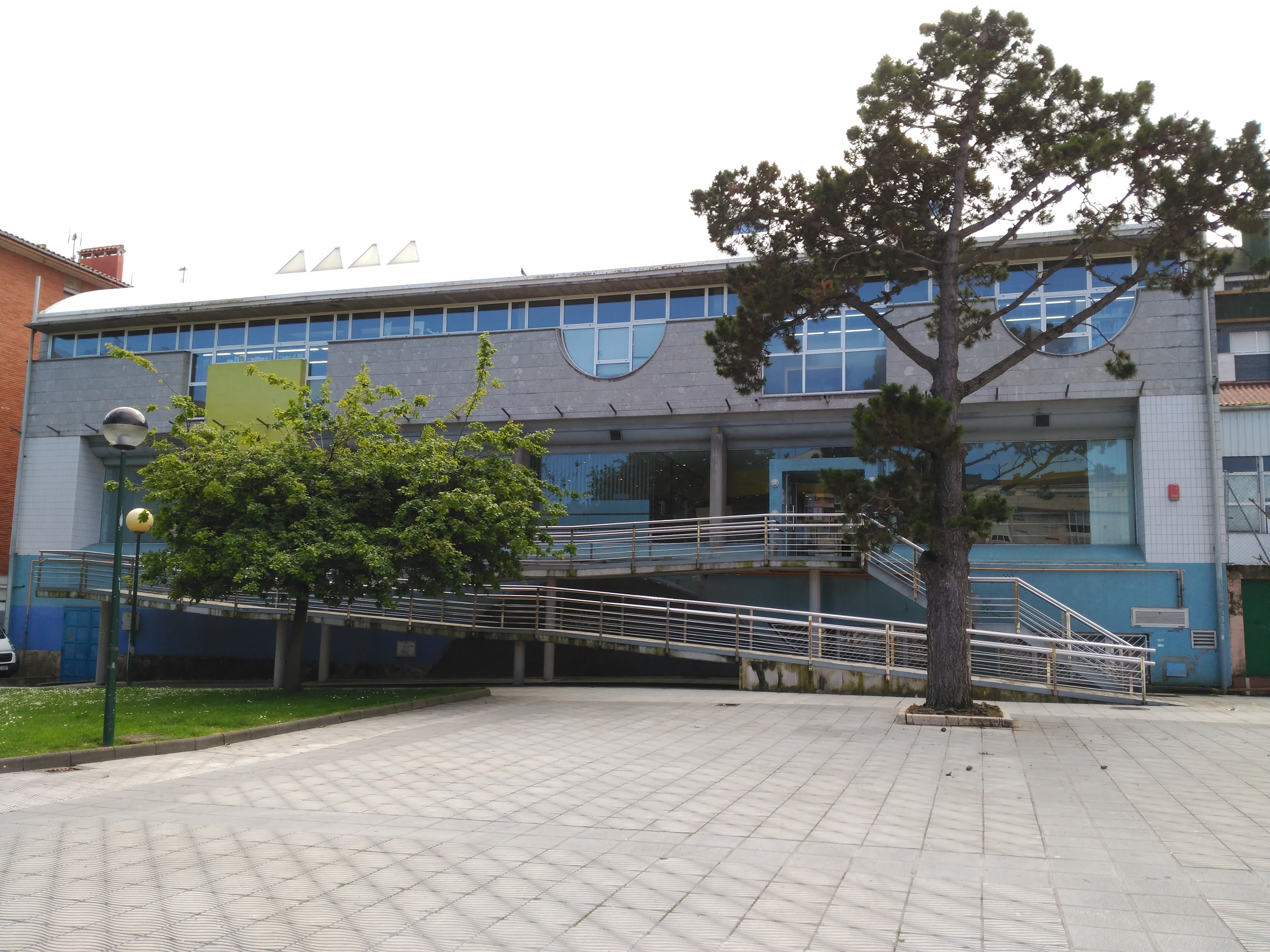
Biblioteca Municipal de Gozón

En noviembre de 1943, Educación y Descanso, dependiente de Falange, manifiestan su intención de establecer una biblioteca circulante. El proyecto se lleva a cabo en 1944 con la colaboración del Centro Coordinador de Bibliotecas, que entonces dirigía Lorenzo Rodríguez Castellanos. La biblioteca es creada por Orden Ministerial del 21 de abril de 1944, y en el mes de octubre ya está funcionando como Biblioteca Mariano Suárez-Pola ejerciendo como encargado Salvador Mori.
El funcionamiento de este centro era bastante deficiente por lo que el Centro Coordinador decide en 1956 trasladarla a Instituto de Bachillerato tras haber solicitado a la Diputación Provincial su creación. Se funden así la biblioteca del centro laboral y la pública en una sola, colaborando ambas instituciones en el mantenimiento y nombramiento de bibliotecarios. Se inaugura una etapa de gran actividad, adquisición de fondos y una serie de actividades de extensión cultural en Luanco y por las diferentes parroquias del municipio.
En 1968, el Ayuntamiento de Gozón debe asumir las peticiones del Instituto para que dejen libres los espacios destinados a la biblioteca y esta se traslada a los locales que habían quedado libres en Luanco frente a la Torre del Reloj (hoy en día centro de día de mayores).
En 1973 los fondos se trasladan a las instalaciones situadas en la calle Ramón Pérez de Ayala, donde darán servicio durante veintidós años.
Finalmente, a instancias de la Consejería de Cultura del Principado de Asturias, el arquitecto Rami Noguero redacta un proyecto de construcción de una nueva Casa de Cultura y Biblioteca que fue inaugurada por el presidente Antonio Trevín el 14 de marzo de 1995.